# مهاجر (فیلم ۱۹۱۷)
مهاجر (به انگلیسی: The Immigrant) فیلمی کوتاه و صامت، به کارگردانی چارلی چاپلین با بازی چارلی چاپلین، ادنا پرواینس، اریک کمبل و تولید سال ۱۹۱۷ می‌باشد.
فیلم از دو لوکیشن اصلی تشکیل شده: کشتی و رستوران.
داستان فیلم به ولگرد کوچولو (با بازی چاپلین) می‌پردازد؛ که در کشتی ای که مقصدش آمریکا است، عاشق دختری می‌شود. کشتی به مقصد می‌رسد و یکی از بهترین پلان‌های چاپلینی پدید می‌آید: مسافران باید به نوبت از کشتی بیرون بروند. مجسمه عدالت را می‌بینیم که نشانه عدالت افراد آمریکا است؛ ولی مأمورین کشتی با خشونت مسافران را هل می‌دهند و جلوی آن‌ها طناب کلفتی می‌کشند. چارلی سکه ای پیدا می‌کند و به رستوران می‌رود. اتفاقاً همان دختر را در آنجا می‌بیند و اتفاقات جالبی پدید می‌آید.

## بازیگران
- چارلی چاپلین
- ادنا پرواینس (مهاجران)
- اریک کمبل (گارسون رستوران)
- آلبرت آستین (مرد داخل رستوران)
- هنری برگمن (آرتیست)